# Illusionisten
Illusionisten er amerikansk film fra 2006 instrueret af Neil Burger, og med Edward Norton, Jessica Biel og Paul Giamatti i hovedrollerne.
Historien er baseret på en novelle af Steven Millhauser, "Eisenheim the Illusionist". Filmen fortæller historien om illusionisten Eisenheim i Wien i slutningen af 1800-tallet.